# Hydro-Man
Hydro-Man —Hidro Man en España— (Morris "Morrie" Bench) es un supervillano ficticio que aparece en los cómics estadounidenses publicados por Marvel Comics. Creado por el escritor Dennis O'Neil y el artista John Romita, Jr., el personaje apareció por primera vez en The Amazing Spider-Man #212 (enero de 1981).El personaje generalmente se representa como un enemigo del superhéroe Spider-Man.
Una vez que un tripulante ordinario, Morris Bench cayó accidentalmente por la borda mientras estaba estacionado en su barco durante una batalla entre Spider-Man y Namor, y cayó al océano, donde se estaba probando un potente generador experimental. Esto lo llevó a su transformación en Hydro-Man, quien, culpando a Spider-Man por lo que le sucedió, se convirtió en una vida delictiva mientras buscaba venganza contra el lanzaredes.
El personaje ha aparecido en varias adaptaciones de medios a lo largo de los años, incluidas series animadas y videojuegos. Una criatura basada en "Hydro-Man" apareció en la película de Marvel Cinematic Universe, Spider-Man: Lejos de casa (2019), que en realidad era una ilusión creada por una serie de drones operados por Mysterio. IGN lo clasificó como el vigésimo quinto mayor enemigo de Spider-Man.

## Historial de publicaciones
La versión de Hydro-Man de Morris Bench hizo su primera aparición en The Amazing Spider-Man # 212 (enero de 1981) y fue creada por el escritor Dennis O'Neil y el artista John Romita Jr.

## Historia
Morris "Morrie" Bench nació en el barrio del Bronx, Nueva York. Ganó sus superpoderes mientras trabajaba como tripulante en el buque de carga del USS Bulldog, después de haber sido golpeado por la borda accidentalmente por Spider-Man (justo después de que el héroe terminó una lucha contra Namor) en el océano. La combinación de radiación desconocida y su inmersión en una bacteria que habita en el océano profundo lo convierte en Hydro-Man. Cuando se dio cuenta de que se había convertido en un hombre de agua, culpó a Spider-Man por su accidente y comenzó a cazarlo (a través de muchas duchas, alcantarillas y válvulas de agua), con el fin de vengarse del héroe, pero fue derrotado en combate.
Poco después de que en el arco de la historia "Eye of the Beholder", se une y se fusiona brevemente con el Hombre de Arena (Sandman) en un monstruo de barro compuesto llamado Mud-Thing (Lodo Cosa). De esta forma, Hydro-Man y Sandman tenían inteligencia limitada y no tenían la capacidad de usar sus habilidades de cambio de forma, así como antes. Aunque estaba compuesto de los dos villanos antes mencionados, no mostraba ninguna indicación de la personalidad de cualquiera de los villanos fuera de un enamoramiento por Sadie Frickett, el interés amoroso actual de ambos villanos. Poco después, un agente de teatro llamado Travis Rave propuso que Sadie y Mud-Thing estuvieran en un espectáculo, que Sadie aceptó con mucho gusto ante la perspectiva del estrellato. Desafortunadamente, cuando la demostración demostró ser un éxito enorme, Sadie accidentalmente besó a Travis fuera de la emoción, lo cual se enfurece el celoso Mud-Thing, que terminó en un alboroto y llevó a Sadie con él a la cima un rascacielos. La criatura fue finalmente derrotada con un gas especial que la secó y la hizo desmoronarse. Spider-Man logró salvar a Sadie de su caída, pero terminó estando genuinamente molesta por la pérdida de Mud-Thing, sabiendo que todo lo que había hecho mal era simplemente el amor de ella. Después de su derrota por Spider-Man y la policía, Sandman y Hydro-Man se separaron de esta forma cuando la policía estaba limpiando los restos de Mud-Thing.
Hydro-Man es una típica baja renta súper penal, uniéndose a un equipo de supervillanos como el Sindicato Siniestro, incluyendo a Los 4 Terribles. Mientras trabajaba con el Sindicato Siniestro, Hydro-Man demuestra su disposición a soportar cualquier cosa en nombre de ganancias financieras. Ignora la política constante de los otros miembros y mira más allá de la traición del Escarabajo del grupo de Kingpin en la creencia que el grupo era económicamente beneficioso para él. Hydro Man fue miembro de Crimson Cowl de los Maestros del Mal, y luchó contra los Thunderbolts. Después de la desintegración del grupo, él comenzó a cooperar con Shocker. Fue contratado por el Duende Verde para ser parte de sus Doce Siniestros para ayudar a matar a Spider-Man, pero fue derrotado nuevamente. También fue reclutado por el Asistente de ser miembro de los nuevos Cuatro Terribles, el Asistente para la mejora de sus poderes al mismo tiempo que la implantación de diversos protocolos de seguridad que permitan el Asistente para atrapar a Hydro-Man en un estado líquido, pero con conciencia de si, hizo cualquier cosa que el Mago desaprobara.
Morris fue uno de los 46 villanos para escapar de La Balsa cuando Sauron fue estallado por Electro. Antes de escapar, intenta ahogar a Jessica Drew, Matt Murdock, Foggy Nelson y Luke Cage. Después de la historia de la Guerra Civil, se ve junto a Shocker y Boomerang. Este grupo intenta robar la Casa de Subastas de Bailey, pero es interrumpido por Spider-Man y los miembros de la Iniciativa de War Machine y Komodo. Estos últimos están ahí para neutralizar a Spider-Man. El trío escapa, pero más tarde son derrotados por las Arañas Escarlatas. Cuando un miembro de los Cinco Terribles, Hydro-Man recibió un traje de Mago que está hecho del mismo material que el traje de la Antorcha Humana. En la pelea de los Cinco Terribles con los Cuatro Fantásticos, Hydro-Man se congeló en la atmósfera de Titán. Hydro-Man es contratado por Capucha para aprovechar la división en la comunidad de superhéroes causada por la Ley de Registro de Superhumanos.
Hydro-Man apareció en Brand New Day como uno de los villanos en el Bar Sin Nombre. Durante la historia de Spider-Island, Hydro-Man lucha contra los Jóvenes Aliados cuando Spider-Man aparece para ayudarlo a derrotarlo. Cuando Spider-Man, su mente intercambiada con el Doctor Octopus, envía un mensaje a varios supervillanos para capturar a Spider-Man vivo y llevarlo al Doctor Octopus en la Balsa, Hydro Man está entre los supervillanos que recibe el mensaje. Es derrotado y capturado por los empleados de Horizon Labs. En un complot para ahogar la ciudad de Nueva York en su inmundicia como parte de una demanda de rescate, Hydro-Man absorbió las aguas residuales de la planta de tratamiento de aguas residuales de North River. Su plan fue frustrado por Spider-Man con la ayuda de Deadpool, donde Spider-Man arrojó a Deadpool dentro de él con granadas activas.
Hawkeye y una versión desplazada de Lobo Rojo de la Tierra-51920, más tarde se encuentran con Hydro-Man que está trabajando para un grupo llamado Oasis Spring Water, que ha estado drenando el depósito subterráneo que está en la propiedad de Sweet Medicine Indian Reservation. Logró derrotar a Hawkeye y Lobo Rojo. Después de liberarse, Hawkeye y Lobo Rojo luchan a Oasis Spring Water nuevamente. Mientras que Lobo Rojo lucha contra la milicia, Hawkeye contrata a Hydro-Man en la batalla. Cuando la familia Fireheart se unió a la pelea, Silas Fireheart utilizó electricidad para ayudar a Hawkeye a derrotar a Hydro-Man.
Hydro-Man luego se encuentra con un científico llamado Dr. Rachna Koul que está trabajando en "curarlo". Cuando Hércules llegó con Antorcha Humana y Thing, Hydro-Man los atacó pensando que era una trampa. El Dr. Koul luego activa una máquina que electrocuta a Hydro-Man lo suficiente para que se retire. Después de resurgir en un estanque, Hydro-Man ve a alguien junto a la fogata y planea robarle solo para descubrir que el hombre era un Wolverine revivido de alguna manera.
Hydro-Man se encontró con Nakia mientras exploraba una base A.I.M. abandonada en la ciudad de Nueva York, quien lo cautivó con su voluntad usando la hierba jufeiro, dejando a Bench para proteger la base para cubrir sus huellas en caso de que sus antiguos colegios lograran seguirla. Cuando el resto de los Adorados acompañados por Spider-Man se infiltraron en las instalaciones submarinas donde se guardaba una potencial ADM del diseño de las esposas en espera. Hydro inmediatamente se dedicó a su tarea preprogramada, pero fue despachado rápidamente por el rápido pensamiento de Okoye y la útil ingeniería de Wakandan Tech.
En algún momento, Hydro-Man fue capturado y encarcelado en Atlantis. De alguna manera, Namor logró absorber el poder de Hydro-Man sobre el agua para ayudar al último esfuerzo de guerra de Namor en el mundo de la superficie. Más tarde fue liberado por el Capitán América y Bucky Barnes.
En algún momento, con sus poderes aún intactos, Hydro-Man se unió a Speed Demon y Shocker para robar un banco.
Durante la historia de "Sinister War", Hydro-Man estaba con Boomerang, Overdrive, Shocker y Speed Demon cuando Kindred los desafió, Seis Siniestros, Seis Salvajes, Sindicato Siniestro y el grupo de Extranjero sobre quién matará a Spider-Man primero. También se señaló que Hydro-Man no era miembro de Superior Foes. Hydro-Man ayuda a Boomerang, Shocker y Speed Demon a luchar contra el grupo del Extranjero para ganar tiempo de Overdrive para alejar a Spider-Man.

## Poderes y habilidades
Hydro-Man es capaz de transformarse a sí mismo en una sustancia corporal líquida acuosa. Puede acceder a zonas seguras y las pequeñas aberturas con relativa facilidad; cuando su masa corporal se dispersa en esta forma simplemente reforma, aunque lentamente dependiendo a qué distancia esté la masa. Todas las células de Hydro-Man permanecen totalmente bajo su control cuando está en su estado líquido. Hydro-Man también puede fusionarse con y manipular grandes cuerpos de agua cuando está en su forma de agua. Se puede aumentar su masa y causar maremotos y tsunamis. Él puede convertir partes de su cuerpo a líquido, manteniendo el resto de su forma humana, lo que le permite deslizarse de las manos de un enemigo o tienen proyectiles como balas pasan inofensivamente a través de él. A través de un gran esfuerzo mental, Hydro-Man también se puede convertir en vapor. Otros ejemplos de la manipulación de su forma líquida incluyen disparando pequeñas corrientes tales como una manguera contra incendios, dando forma a las partes de su cuerpo en sólido-agua, construye, y mezclándose con otros compuestos para diferentes efectos. 
El Mago mejoró sus poderes mediante el uso de equipos sofisticados. Estas mejoras artificiales le otorgaron un control mayor y más preciso sobre los cuerpos de agua y la humedad cerca de él, lo que demostró al absorber casi toda la humedad en el cuerpo del Trapster. Sus habilidades se incrementaron aún más mediante el uso de tecnologías súper comunitarias rediseñadas procesadas por Control de Daños del corrupto y trastornado ex director ejecutivo de la compañía, Walter Declun. Sin embargo, Spider-Man se asoció con Iceman y usó los poderes de Iceman para solidificarlo en hielo. Hydro-Man afirma que no ha envejecido desde que obtuvo sus poderes. Hydro-Man posee un cierto grado de fuerza sobrehumana, y se ha demostrado que es un luchador excepcionalmente hábil y hábil en el uso de sus poderes para ese propósito.
En algunas encarnaciones, dependiendo del escritor, Hydro-Man puede convertir sus antebrazos en armas como lo hace Sandman, excepto que las armas de Bench están hechas de agua. Bench tiene una amplia experiencia en técnicas de lucha callejera debido a su experiencia como criminal antes de su transformación. Aunque astuto, los escritores lo han representado constantemente como un secuaz de bajo nivel con poca educación formal y, a menudo, lo engañan para que use sus poderes de manera que lo incapacite (como se explicó anteriormente). Su atuendo normal consiste en una camisa negra y pantalones azules o verdes, así como un disfraz inventado por el Mago.

## Otras versiones

### Spider-Man: Reign
Hydro-Man aparece en Spider-Man: Reign como miembro de Sinner Six. Están en el control del tirano alcalde de Nueva York. Hydro-Man muere cuando entra en contacto con Electro durante un intento de matar a Spider-Man.

## En otros medios

### Televisión
- Hydro-Man aparece por primera vez en Spider-Man en la década de 1990, el episodio "Hydro-Man", con la voz de Rob Paulsen. Esta versión se presenta como el exnovio de Mary Jane Watson, quien ha regresado para reclamar el amor de Mary Jane Watson. Morris Bench una vez salió con Mary Jane en la escuela secundaria, pero ella rompió con él después de darse cuenta de que había cometido un gran error. Poco después, Morris fue expulsado de la escuela y sus padres lo reclutaron en la marina, pensando que eso lo mantendría fuera de problemas. Mientras trabajaba como tripulante en la unidad especial de investigación, fue arrojado al océano, donde su cuerpo estaba cubierto por una sustancia química extraña que cambió su estructura celular, permitiéndole controlar cualquier líquido a voluntad y convertirlo en agua. Sin embargo, como M.J. rechaza repetidamente los avances de Bench, Hydro-Man se vuelve aún más desesperado en sus intentos y se enfurece contra Spider-Man como competidor. Después de robar un museo y esconder innumerables riquezas dentro de una planta de filtración de agua, Hydro-Man secuestra a Mary Jane y la mantiene dentro de la planta. Luego de un descubrimiento final de la planta, Spider-Man y Hydro-Man luchan contra Mary Jane, que eventualmente se convierte en una batalla en un tejado de gran altura, lejos del agua. Intenta atacar a Spider-Man físicamente solo para terminar evaporándose, debido a que está separado del agua que lo alimenta. Hydro-Man nuevamente aparece en un episodio de la temporada 5 en dos partes, "El Regreso de Hydro-Man". Sin embargo, Hydro-Man fue realmente un clon del Hydro-Man original creado por el profesor Miles Warren. Secuestra a Mary Jane de nuevo, lo que conduce al último encuentro en la base submarina, donde trabaja Miles. Luego de que Miles explicó su historia a Spider-Man, de cómo clonó a Hydro-Man y Mary Jane, los clones se disuelven en agua y se evaporan. Se usó Hydro-Man en lugar de Hombre de Arena, que no estaba disponible para su uso en el programa debido a que fue considerado como uno de los villanos en el intento de película de Spider-Man de James Cameron.[41]
- Hydro-Man aparece en el episodio de Fantastic Four "And the Wind Cries Medusa", con la voz de Brad Garrett. En esta aparición, es miembro de los Cuatro Terribles del Mago. En una nota relacionada, este episodio se transmitió una semana después de la aparición del debut de Hydro-Man en Spider-Man.
- Morris Bench aparece en el episodio de The Spectacular Spider-Man, "Shear Strength", con la voz de Bill Fagerbakke. Aparece como un experto en demolición para Norman Osborn. Cuando Master Planner activa la cuenta regresiva de la bomba, Bench no puede arreglarla. Sin embargo, Spider-Man llega y salva a Bench, junto con Osborn y Donald Menken, de la explosión.
- Hydro-Man aparece en la cuarta temporada de Ultimate Spider-Man vs. Los 6 Siniestros, con la voz de James Arnold Taylor.[42]
  - En el episodio 9, "Fuerzas de la Naturaleza", cuando Spider-Man, Araña de Hierro, Araña Escarlata y Chico Arácnido, responden una señal de socorro a un centro comercial abandonado en Queens, encuentran una habitación sellada al vacío donde se apareció Hydro-Man. Él afirmó que Nick Fury lo mantenía en este escondite para su propia protección, y deciden llevarlo al Triskelion. Sin embargo, cuando Araña de Hierro alzó la vista ante sus antecedentes penales de Hydro-Man en S.H.I.E.L.D. y descubrió que él es malvado y muy peligroso, Hydro-Man engaña su farsa y ataca al grupo, causando que Araña de Hierro haga un aterrizaje de emergencia en el barrio de Queens, donde está la tía May. Con el fin de combatir a Hydro-Man, Araña Escarlata tuvo que usar sus telas de congelación, antes de que atacara a la tía May, hasta que se descongelara. Como un plan final, Spider-Man les dice a sus compañeros arañas de arrojar sus cartuchos web en Hydro-Man, lo que causó la cincha, lanzándolas para absorber a Hydro-Man (como una esponja). De vuelta en el Triskelion, Spider-Man recibe la noticia de que el jet llevara a Hydro-Man de nuevo a su prisión que quedó interceptada. Esto hace que Spider-Man sospecha que el Doctor Octopus estaba detrás de él y ahora tiene un posible candidato para los Seis Siniestros.
  - En el episodio 10, "Los Nuevos Seis Siniestros, Parte 1", donde Hydro-Man aparece como miembro del Doctor Octopus de los Seis Siniestros. Se le muestra luciendo un traje nuevo (similar al segundo equipo de los cómics). Durante el ataque al Triskelión, Capa utiliza sus habilidades para enviar a Hydro-Man a la mitad del Océano Atlántico. Hydro-Man regresa donde provoca un maremoto en el Triskelion y luego forma una tromba de agua a su alrededor.
  - En el episodio 11, "Los Nuevos Seis Siniestros, Parte 2", el Doctor Octopus (al descubrir la identidad de Spider-Man) obliga a Hydro-Man en destruir el Triskelión mientras se dirige a la casa de la tía May, a reclamar la clave del último dispositivo del Dr. Curt Connors. Esto hace que Spider-Man pueda despertar al Hombre de Arena con el fin de luchar contra Hydro-Man. Después en la isla Octopus, antes de estrellarse en el mar, el Hombre de Arena atrapa la cápsula de escape que Spider-Man y la tía May están allí, y luego derrota a Hydro-Man.

### Película
Un miembro de los Elementales inspirado por Hydro-Man apareció en la película de acción en vivo Spider-Man: Lejos de casa. El director Jon Watts describió su opinión sobre la creación: "Hay tantos villanos de Spider-Man de la galería de villanos que quise profundizar un poco más de lo que cualquiera podría estar esperando... villanos como Hydro-Man y Molten Man, que pueden no estar en la lista más alta". "Pero eso abrió posibilidades visuales increíbles y plantea desafíos realmente peligrosos para Spider-Man". Identificado como el Elemental de agua, emerge de los canales de Venecia. Después de que Peter Parker y Mysterio lo derroten, Flash Thompson lee un artículo de BuzzFeed sobre un marinero llamado Morris Bench y cómo supuestamente se transformó en agua gracias a un generador de agua experimental. Más tarde se revela que todos los Elementales eran ilusiones creadas por Mysterio y sus compañeros ex empleados de Industrias Stark para obtener la tecnología de Tony Stark y establecer fraudulentamente a Mysterio como un superhéroe.

### Videojuegos
- Hydro-Man aparece en el juego de Spider-Man Questprobe, así como en el juego Spider-Man de la serie animada para Super NES.
- Hydro-Man aparece como un jefe en el juego de Facebook Marvel: Avengers Alliance.
- Hydro-Man ha sido presentado como un jefe de nivel medio en el juego móvil Spider-Man Unlimited, expresado por Matthew Mercer.[42]
- Hydro-Man aparece como un jefe y personaje jugable en el juego Marvel Future Fight.

### Atracciones
- Hydro-Man se puede ver en The Amazing Adventures of Spider-Man en la sección de Marvel Super Hero Island en el parque temático Islands of Adventure. Él es expresado por Bill Fagerbakke. Aparece como miembro del Sindicato Siniestro. Él usa sus habilidades en un momento dado para arrojar agua a los invitados y a Spider-Man, antes de derribarlos. Más tarde, durante el clímax en los techos de Nueva York, atacó a Spider-Man una vez más, antes de que Electro chocara con él, aparentemente destruyéndolo, ya que no fue visto con el resto del Sindicato durante la escena final.

### Juguetes y colecciones
- En 2012, Bowen Designs lanzó una escultura de Hydro Man esculpida y diseñada por los hermanos Kucharek.